# Apolipoproteína
Apolipoproteína é uma proteína que liga lipídeos, formando uma lipoproteína.
É classificada em dois tipos principais: Apolipoproteína-A e Apolipoproteína-B. A Apo-A está associada ao colesterol-HDL, facilitando o transporte de colesterol dos tecidos para o fígado ("bom colesterol").
Já a Apo-B é constituinte do colesterol-LDL e é a responsável pela ligação destes aos receptores celulares, podendo levar a acumulação nas artérias e entupimento das mesmas (aterosclerose).